# Выползово (посёлок станции, Тульская область)
Выползово — поселок станции в Чернском районе Тульской области в составе Северного сельского поселения.

## География
Находится в юго-западной части Тульской области на расстоянии приблизительно 7 км на север-северо-запад по прямой от поселка Чернь, административного центра района, у железнодорожной линии Тула-Орёл.

## История
Станция Выползово (ныне остановочный пункт) была открыта в 1868 году.

## Население
Постоянное население составляло 17 человек (94 % русские) в 2002 году, 7 в 2010.